# Purari
Purari – rzeka o długości 470 km w Papui-Nowej Gwinei, ma swoje źródła w Górach Bismarcka, uchodzi do zatoki Papua. Przy ujściu tworzy bagnistą deltę o powierzchni 2 600 km². Rzeka ma dorzecze o powierzchni 33 670 km². Jej głównymi dopływami są rzeki Erave, Kaugel i Tua.